# Kuba
Kuba (špa. Cuba), službeno Republika Kuba (špa. República de Cuba) je država i otok, otočje, koja se nalazi okružena Meksičkim zaljevom, Karipskim morem i Atlantskim oceanom. Okružena je sa Sjedinjenim Američkim Državama i Bahamima na sjeveru,
Meksikom na zapadu, Kajmanskim otočjem i Jamajkom na jugu te Haitijem na jugoistoku.

## Povijest
Ropstvo je ukinuto 1886. godine.
Godine 1959. Kuba je postala prva marksistička država u Latinskoj Americi. Svrgavanjem omraženog diktatora Fulgencija Batiste, vođa revolucije Fidel Castro došao je u izravan sukob s vanjskom politikom i interesima Sjedinjenih Država. Ovaj prkosni čin kod mnogih država u Srednjoj i Južnoj Americi mu je donio golemu popularnost, jer se učilo da američka politika nije dovoljno osjetljiva prema narodnim nevoljama. Fidel Castro i njegova desna ruka Che Guevara tim su činom pridobili i znatan broj pristaša među buntovnom omladinom u mnogim drugim dijelovima zapadnoga svijeta. Castro je poduzeo sve što je mogao da Kubu spasi od njezine opasne gospodarske ovisnosti o šećeru. To mu, međutim nije uspjelo, pa kada su potkraj osamdesetih na svjetskom tržištu naglo pale cijene šećera, klimavo gospodarstvo zemlje, unatoč obilnoj potpori iz Sovjetskog Saveza, jedva je preživjelo.  Kasnije je Castro postao i prvi sekretar Komunističke partije, kao i vrhovni zapovjednik oružanih snaga. Tako je praktički preuzeo svu izvršnu i zakonodavnu vlast u državi. Prvih mjeseci nove republike SAD se prijateljski pokušao približiti Kubi. No uskoro je izbila na vidjelo kubanska ogorčenost prema Amerikancima, pa su se dvije zemlje postupno udaljile. Castro nije gubio vrijeme da likvidira više od 600 svojih zemljaka koji su bili optuženi za navodne ratne zločine. Podržao je i invazije na Haiti i Dominikansku Republiku. Godine 1960. potpisao je ugovor o pomoći i trgovini sa SSSR-om, a godinu dana kasnije prisvojio američke i britanske naftne kompanije. Konačno, u siječnju 1961., SAD prekidaju diplomatske odnose s Kubom. Iste godine Castrov je položaj označio slom invazije u Zaljevu svinja. Američka je mornarica, naime, tisuću i dvjesto kubanskih izbjeglica iz američkih baza dopremila u kubanske vode da u Zaljevu svinja pokušaju izvesti invaziju na otok. Operacija je trajala tri dana, a završila tako da su gotovo svi pobijeni ili pohvatani.
Godine 1962. kubanska raketna kriza dovela je do američko-sovjetskog sučeljavanja koje je zaprijetilo izbijanjem trećeg svjetskog rata. Sovjetski je Savez na otoku instalirao brojne raketne baze. Sjedinjene su Države reagirale bez oklijevanja uvodeći pomorsku blokadu Kube. Rusi su u zadnjem trenutku odustali od probijanja blokade, da bi na kraju pristali na uklanjane baza. Godine 1989. odnosi sa SAD-om su se nešto popravili pa su Američke tvrtke počele uvelike ulagati u havanske poslove, a tisuće bogatih turista željele su osjetiti ćud kubanske elegancije i dekadencije. Jedna od prvih zamisli Castrova režima bila je radikalno smanjenje pučanstva u gradskim središtima, a osobito u samoj Havani. Ishod je većem dijelu prijestolnice dao ruševan izgled. Privatne su se palače pretvorile u pretrpane stanove, a u prodavaonicama oronulih pročelja moglo se kupiti malo što osim onog najneophodnijeg. Većina roba može se kupovati samo na točkice, a među građanima Havane uobičajio se pozdrav „Jesi li zadnji?“ dok se ogledaju za krajem repa koji se oteže pred svakom prodavaonicom. Strancima kojima je odobren ulazak u zemlju, cenzura i ostala ograničenja otežavaju razumijevanje istinskih radnih uvjeta naroda današnje Kube. Prije revolucije malobrojna je manjina bila vrlo bogata, a ogromna većina opasno siromašna. Danas se čini da je proces ujednačavanja opće siromaštvo proširio na čitavo pučanstvo. Revolucija je tek djelomice uspjela modernizirati državu- šećer je i dalje glavna roba, a ovisi o tekućim inozemnim cijenama. Ponekad se čini da je moderna birokratska elita zamijenila staru španjolsku veleposjedničku aristokraciju. U seoskim područjima život se u osnovi ne mijenja, a seljaštvo i dalje živi od uzgoja jednostavne hrane, kao što su grah, riža i banane. Unatoč svemu, veliki obrazovni program pokazao se vrlo uspješnim tako da, iako krajnji cilj stvaranja „novog čovjeka“ možda i nije postignut, Kuba je postala država s najmanje nepismenih na svijetu.

## Politika
Kuba je socijalistička država. Fidel Castro je bio na vlasti od 1959., prvo kao premijer, a od 1976. kao predsjednik, sve do 24. veljače 2008. kada ga je na mjestu šefa države, šefa vlade, tajnika Komunističke partije Kube, te vrhovnog zapovjednika Kubanskih oružanih snaga zamijenio brat Raúl Castro. 19. travnja 2018. Raúla Castra na funkciji predsjednika Kube (predsjednika Državnog vijeća) nasljedio je Miguel Diaz-Canel, njegov dotadašnji potpredsjednik od 2013. dok je Raúl Castro zadržao funkciju tajnika Komunističke partije Kube.
Kubanska narodna skupština imenovala je u subotu 21. prosinca 2019. Manuela Marrera predsjednikom vlade, prvi put nakon 1976. godine.
Kubanski parlament, Asamblea Nacional del Poder Popular (Nacionalno okupljanje ljudske moći), ima 609 članova. Oni se biraju na rok od 5 godina. Komunistička partija je jedina politička stranka na Kubi koja je legalna. Ona drži vodeće funkcije u upravi zemlje, uključujući i sudstvo. Ostala politička pitanja uključuju ilegalnu emigraciju kubanaca u SAD, ekonomski embargo koji je SAD nametnuo Kubi i zatvaranje političkih disidenata koji su u opoziciji prema vlasti.

## Pokrajine
Kuba je podijeljena u 14 pokrajina, 169 općina, i jedna specijalna općina (Isla de la Juventud).
- 1. Pinar del Río
- 2. Artemisa
- 3. La Habana
(prije Ciudad de la Habana)
- 4. Mayabeque
- 5. Matanzas
- 6. Cienfuegos
- 7. Villa Clara
- 8. Sancti Spíritus
- 9. Ciego de Ávila
- 10. Camagüey
- 11. Las Tunas
- 12. Granma
- 13. Holguín
- 14. Santiago de Cuba
- 15. Guantánamo
- 16. Isla de la Juventud

## Zemljopis
Kuba je otočna država koja ima više od 1500 otoka, a glavni, istoimeni otok u ukupnoj površini sudjeluje s gotovo 95%. Otok Kuba najveći je i najzapadniji otok u Velikim Antilima, nalazi se na ulazu u Meksički zaljev između poluotoka Floride i Yucatana. Dug je oko 1250 km, a širok 35-190 km. Veći je dio otoka građen od horizontalnih naslaga mezozojskih i tercijarnih vapnenaca, a u reljefu prevladavaju sravnjeni oblici. Zbog tektonskog uzdizanja u kvartaru, u vapnencima su se razvili krški oblici i podzemna hidrografija, a rijeke su u nepropusnim naslagama.
Prostrani, blago valoviti krški ravnjaci na visini od 100 do 200 m nadmorske visine izmjenjuju se s plodnim dolinama. Takva područja zauzimaju oko ¾ površine otoka. Nešto viša područja nalaze se u trima zonama. Na krajnjem zapadu je Cordillera de Guaniguanico, a sastoji se od dvaju nizova. Zapadniji, Sierra de los Organos građen je od vapnenca u kojima su oblikovane slikovite strme, kupaste uzvisine (uglavnom 300-350m). Prema istoku nastavlja se nešto viši (692m) niz Sierra del Rosario, građen od različitih stijena uključujući i kristalinske škriljevce i gnajseve. Drugo područje uzvisina, Sierra de Trinidad, nalazi se u središnjem dijelu zemlje, a doseže visinu od 1156 m (Pico de San Juan). Najviša su područja na krajnjem jugoistoku, gdje se uz južnu obalu strmo uzdiže Sierra Maestra dosižući 1994 m – Pico de Turquino, najviši vrh zemlje. Sjeverno od Sierra Maestre je do 1230 m visoka Sierra de Cristal, a na krajnjem istoku brežuljkasto pošumljeno područje Sagua-Baracoa. Ta su gorja građena od kristalinskih škriljevaca, gnajsa i granita, a tektonskim su pokretima nabrana i snažno razlomljena. Obala je najvećim dijelom niska, ponegdje i močvarna, dobro razvedena s mnogobrojnim zaljevima, pješčanim plažama, koraljnim grebenima, a ponegdje i strmim liticama, posebice na južnoj strani otoka. U poznatom zaljevu Guantanamo na jugoistoku zemlje nalazi se američka vojna baza. Kubi pripadaju mnogobrojni otoci, npr. otočja Sabana i Camaguey uza sjevernu, te Canerreos i Jardines de la Reina uz južnu obalu. Otočja čine mali otoci, ukupno ih je više od 1500, a jedini veći otok je Isla de la Juventud, površine 2201 km² u otočju Canerreos.

## Ekonomija
Ekonomija Kube je pod centralnim nadzorom političke vlasti. U posljednjijh nekoliko godina provedene su manje reforme da bi se smanjila nelikvidnost, povećala učinkovitost poduzeća i otklonila stalna nestašica hrane i još nekih osnovnih sredstava.
U razdoblju 1989.-1993. BDP je pao za 35%, kao rezultat raspada SSSR-a, najvećeg Kubanskog trgovačkog partnera. Nakon laganog oporavka u sljedećih nekoliko godina, 1999. BDP je povećan 6,3%, kao rezultat velikog uspona turizma.
Ekonomija Kube se naglo razvija zbog turizma koji se svake godine sve više povećava.

## Demografija
Kuba je država u kojoj se miješaju gotovo sve rase i u većini su mulati. Porijeklo stanovnika je uglavnom španjolsko ili afričko.Postoji i mala kineska zajednica. Službeno, Kuba je do 1991. bila ateistička država, a država je zaplijenila sve crkvene objekte. U većini je katoličanstvo (85%), a postoje i protestanti i židovi u manjini.
Dobna struktura: 
- 0-14 godina: 21% (muški 1,221,602; žene 1,157,846)
- 15-64 godina: 69% (muški 3,849,135; žene 3,829,599)
- 65 godina i više: 10% (muški 503,711; žene 580,104) (2000., procjena)

- Prirodni prirast: 0.39% (2000, procjena)
- Etničke skupine:51% mulati, 37% bijelci, 11% crnci, 1% kinezi

Popis indijanskih plemena (prema Lehmannu, 1920):
- Bani
- Baracoa.
- Barajagua.
- Barbacoa.
- Bayamo.
- Bayaquitiri.
- Boyaca.
- Camagüey.
- Cayaguayo.
- Cubanacan.
- Cuciba.
- Guaimaro.
- Guamahaya.
- Guanacahibe.
- Guaniguanico.
- Havana.
- Hanamana.
- Iagua.
- Macaca.
- Macorixe.
- Maguano.
- Maisi.
- Maiyé.
- Mancon.
- Maniabon.
- Marien.
- Ornofay.
- Sabaneque.
- Sagua.

## Jezici
Na Kubi se govore 3 jezika, od kojih je jedan lucumi jezik čiji je broj korisnika nepoznat, drugi je znakovni jezik gluhih, a nacionalni jezik je španjolski koji govori 10 000 000 stanovnika (1995.).

## Kultura
- Popis Kubanaca
- Glazba na Kubi

## Vanjske poveznice
- Cuban Government - službena vladina stranica
- Cubaweb  Arhivirana inačica izvorne stranice od 2. travnja 2004. (Wayback Machine) - kubanska uprava
- Granma  Arhivirana inačica izvorne stranice od 5. siječnja 2013. (Wayback Machine) - novine Kubanske Komunističke Stranke
- CUBANET  Arhivirana inačica izvorne stranice od 6. siječnja 2007. (Wayback Machine) - novosti od kubanskih independent journalists i disidenata
- Cuban Embargo  Arhivirana inačica izvorne stranice od 4. travnja 2004. (Wayback Machine)
- Putopis iz Kube
- Cuba Pictures